# Federalismo en Chile
El federalismo en Chile fue una tendencia política que se desarrolló principalmente entre los años 1826-1827 y luego en declive, pero aún con presencia, entre los años 1831-1861. Esta facción defendía la idea de un estado federal que favoreciera la descentralización política y la autonomía económica de las provincias. Su ideólogo indiscutido fue José Miguel Infante. Seguía claramente el espíritu del federalismo como por ejemplo el de Estados Unidos.[cita requerida]

## Características
Los federales querían una nación con las siguientes características:
- Estado federal descentralizado con divisiones llamadas provincias.
- Debido al estar 'dentro' de las tendencias liberales también tenían las siguientes características:
  - Mayor poder del congreso o poder legislativo y no de la figura del presidente.
  - Buscan mayores libertades ya sean políticas, sociales o religiosas.

## Gobernantes federales
Los federales tomaron por primera vez el poder en Chile con las Leyes Federales de 1826 al mando de Ramón Freire y con la ayuda de José Miguel Infante. La principal medida de los federales en el poder fue dividir el territorio nacional en Provincias. Para ello se crearon ocho provincias las cuales son: Coquimbo, Aconcagua, Santiago, Colchagua (estas tres últimas derivadas de la antigua provincia de Santiago), Maule, Concepción, Valdivia y Chiloé (estas cuatro derivadas a la antigua provincia de Concepción).

## Declive
En la mirada tradicional al proyecto federal, erradamente se ha puesto el acento, para explicar su fracaso, en la falta de tradición chilena. Sin embargo, en Chile el federalismo sucumbe, según el historiador Armando Cartes Montory, por la excesiva atomización en ocho provincias, que no podían sostener una administración propia, por insuficiencia de recursos, identidad y preparación de su clase dirigente, lo cual conspiró contra el éxito del régimen, condiciones que sí habría cumplido una división que respetase las tres regiones históricas. En el ámbito geográfico, además, el escaso territorio facilitó la concentración regional del poder político y de la propia administración.
La Constitución Política de 1828 (llamada también «la Constitución Liberal»), obra del español José Joaquín de Mora principalmente, fue promulgada el 9 de agosto durante el gobierno del liberal Francisco Antonio Pinto reemplazando a las leyes federales y regresando a Chile un estado unitario como lo es hasta el día de hoy. A pesar de esto, la derrota del federalismo, no fue total ni completa. Las provincias se dividieron y algunas se pronunciaron por perseverar en él. Un núcleo se mantuvo firme en esas ideas federales, liderados siempre por Infante. Las asambleas provinciales y los intendentes elegidos, además entre otros elementos, fueron recogidos por la carta de 1828 y de ahí han pasado, como disposiciones programáticas, a las cartas constitucionales de tiempos posteriores.